# 30-я гвардейская стрелковая дивизия
30-я гвардейская стрелковая Рижская Краснознамённая дивизия — воинское соединение Вооружённых сил СССР в Великой Отечественной войне.

## История
Ведёт свою историю от 238-й стрелковой Краснознамённой дивизии, которая за боевые заслуги в Московской битве 24 мая 1942 года была преобразована в 30-ю гвардейскую стрелковую дивизию.

### Боевой путь
21 апреля 1942 года после непрерывных многомесячных боёв на реке Угре под Юхновом 238-я стрелковая дивизия была отведена на 6-8 км с переднего края в резерв 49-й армии на отдых и пополнение.
3 мая 1942 г. пришло известие, что Указом Президиума Верховного Совета СССР за проявленный героизм в боях с немецко-фашистскими захватчиками дивизия награждена орденом Красного Знамени, а командиру дивизии полковнику Г. П. Короткову присвоено звание генерал-майора.
Через три недели пришла ещё одна радостная весть: приказом Наркома обороны СССР от 25 мая 1942 г. 238-я стрелковая дивизия была преобразована в 30-ю гвардейскую.
Были переименованы и полки:
- 830-й — в 94-й гвардейский стрелковый,
- 837-й — в 96-й гвардейский стрелковый,
- 843-й — в 98-й гвардейский стрелковый,
- 693-й артиллерийский полк — в 63-й гвардейский,
- 74-й отдельный противотанковый дивизион — в 35-й гвардейский.

Получили новые наименования батальон связи, медсанбат, сапёрный батальон и разведрота.
Торжественное присвоение дивизии гвардейского звания и вручение ордена Красного Знамени произошло 20 июня 1942 г. Вручать боевую реликвию и награды прибыл член военного совета 49-й армии бригадный комиссар Сычёв.

Историк А. Потапов в своей книге «Огненный путь» так описывает этот торжественный день:
Бригадный комиссар Сычев, закончив обход армии вместе с комдивом А. Д. Кулешовым, обратился к воинам:

— Вручая вам гвардейское знамя и орден Красного Знамени, я выражаю уверенность, что вы с честью пройдете любые бури и испытания и победите.

Раздалась команда „Смирно!“. На середину строя вынесли гвардейское знамя. Преклонив колени, солдаты давали клятву на верность Родине.
В августе 1942 года 30-я гвардейская стрелковая дивизия была передана в подчинение 33-й армии Западного фронта с задачей вести наступление на ржевском направлении. Дивизия в это время насчитывала около 11 тысяч человек. Дивизия сражалась в кровопролитных боях под Ржевом и Ельней, на Псковщине, форсировали Западную Двину.
15 октября 1944 г. бойцы дивизии, в составе 2-го Прибалтийского фронта, очистили от оккупантов столицу Латвии Ригу, за что 30-й гвардейской было присвоено почётное наименование Рижской. Войну дивизия закончила в Курляндии.
За годы войны 30-я гвардейская стрелковая дивизия освободила от немецко-фашистских захватчиков 1200 населённых пунктов, в том числе 8 крупных городов. За боевые заслуги более 13 тысяч её воинов награждены орденами и медалями.

## Состав
- 94, 96 и 98 гвардейские стрелковые полки,
- 63 гвардейский артиллерийский полк,
- 35 гвардейский отдельный истребительно-противотанковый дивизион,
- 34 гвардейская зенитная артиллерийская батарея (до 1.4.43 г.),
- 33 гвардейский миномётный дивизион (до 20.10.42 г.),
- 32 гвардейская разведывательная рота,
- 33 гвардейский сапёрный батальон,
- 42 гвардейский отдельный батальон связи,
- 499 (29) медико-санитарный батальон,
- 31 гвардейская отдельная рота химзащиты,
- 579 (28) автотранспортная рота,
- 623 (38) полевая хлебопекарня,
- 611 (28) дивизионный ветеринарный лазарет,
- 690 полевая почтовая станция,
- 563 полевая касса Госбанка.

Периоды вхождения в состав Действующей армии: 24.5.1942 — 9.5.1945;

## Подчинение
| Дата            | Фронт (округ)           | Армия                  | Корпус                             |
| --------------- | ----------------------- | ---------------------- | ---------------------------------- |
| 01.06.1942 года | Западный фронт          | 49-я армия             |                                    |
| 01.09.1942 года | Западный фронт          | 33-я армия             | 7-й гвардейский стрелковый корпус  |
| 01.10.1942 года | Западный фронт          | 33-я армия             |                                    |
| 01.12.1942 года | Западный фронт          | 5-я армия              |                                    |
| 01.01.1943 года | Западный фронт          | 33-я армия             |                                    |
| 01.02.1943 года | Западный фронт          | 20-я армия             |                                    |
| 01.03.1943 года | Западный фронт          | 31-я армия             |                                    |
| 01.05.1943 года | Западный фронт          | 30-я армия             | 15-й гвардейский стрелковый корпус |
| 01.06.1943 года | Западный фронт          | 10-я гвардейская армия | 15-й гвардейский стрелковый корпус |
| 01.01.1944 года | 2-й Прибалтийский фронт | 10-я гвардейская армия | 15-й гвардейский стрелковый корпус |
| 01.04.1945 года | Ленинградский фронт     | 10-я гвардейская армия | 15-й гвардейский стрелковый корпус |

## Командование
Командиры дивизии
- Кулешов, Андрей Данилович (24.05.1942 — 17.01.1944), полковник, с 27.11.1942 генерал-майор
- Исаев, Михаил Александрович (18.01.1944 — 05.11.1944), полковник, с 03.06.1944 генерал-майор
- Фадейкин, Иван Анисимович (06.11.1944 — 16.02.1945), подполковник
- Исаев, Михаил Александрович (17.02.1945 — ??.10.1945), генерал-майор
- Мищенко, Андрей Авксентьевич (??.01.1946 — ??.07.1946), генерал-майор

Заместители командира дивизии
- Опякин, Павел Прокофьевич (24.05.1942 — 11.07.1942), полковник
- Ковтунов, Фёдор Трофимович (31.08.1943 — 18.10.1943), полковник

Начальники штаба дивизии
- Ковтунов, Фёдор Трофимович (24.05.1942 — 30.08.1943), полковник
- Мельников, Павел Васильевич (31.08.1943 — ??.04.1944), полковник

94-й гвардейский стрелковый полк:
- Жирнов Иван Петрович (17.06.1942 — 10.11.1942)
- Демидов Александр Тимофеевич (10.11.1942 — 15.12.1942)
- Игнатьев Алексей Иванович (04.01.1943 — 29.07.1943), освобождён от должности
- Фадейкин Иван Анисимович (16.08.1943 — 18.10.1943), ранен
- Демидов Александр Тимофеевич (03.09.1943 — 23.06.1944)
- Трибушный Никилай Иванович (23.06.1944 — 11.04.1946)
- Демидов Александр Тимофеевич (31.08.1943 — 31.07.1946)
- Малоног Григорий Филиппович (14.04.1946 — 15.05.1946)
- Девятов Рахман Арифович

96-й гвардейский стрелковый полк:
- Лещенко Павел Афанасьевич (24.05.1942 — 31.12.1942)
- Баранов Василий Георгиевич (по 15.06.1942)
- Матвеев Александр Иванович (00.01.1943 — 07.02.1944), ранен
- Черкасов Василий Алексеевич (15.02.1944 — 24.03.1945)
- Голобородько Филипп Михайлович (24.03.1945 — 20.05.1946)
- Березкин Фёдор Андреевич

98-й гвардейский стрелковый полк:
- Дегтярёв Алексей Дмитриевич (23.04.1942 — 28.12.1942)
- Комаров Николай Алексеевич (28.12.1942 — 30.01.1943)
- Дегтярёв Алексей Дмитриевич (30.01.1943 — 15.11.1943) [Комм 1]
- Фадейкин Иван Анисимович (18.10.1943 — 31.08.1944)
- Колодяжный Иван Калистратович (04.04.1944 — 18.04.1944)
- Власов, Николай Николаевич (11.11.1944 — 15.11.1945)
- Мызников Иван Иванович (22.11.1945 — 15.05.1946)

63-й гвардейский артиллерийский полк:
- подполковник Гумённый (1944)

## Награды и наименования
- Награждена орденом Красного Знамени  — 3 мая 1942 года
- Почётное звание «гвардейская»  — 24 мая 1942 года.
- Почётное наименование «Рижская» — за боевые заслуги при освобождении г. Рига.

## Комментарии
1. ↑  В справке на soldat.ru указан 93-й сп (?)